# Горячебрикетированное железо

Производство продукции прямого восстановления железа в мире, тонн; доля процесса Midrex в общем объёме, %; доля технологий металлизации с использованием угля, %; доля технология HYL III, %; прочие технологии, %

Горячебрикети́рованное желе́зо (ГБЖ) — один из видов прямовосстановленного железа в виде брикетов с содержанием железа более 90 %. Используется в качестве сырья для производства стали в качестве чистого от примесей заменителя чугуна и металлолома.
Брикетирование является одним из способов снижения реакционной способности губчатого железа (защита от вторичного окисления) с целью хранения и транспортировки. При этом брикетирование металлизованных окатышей в холодном состоянии снижает их реакционную способность в 1,2—1,5 раза, а горячее брикетирование — в 100 раз.
В отличие от доменного процесса, в производстве ГБЖ, как правило, не используется твёрдое топливо. Процесс производства брикетированного железа базируется на восстановлении железорудного сырья в условиях высоких температур. Брикетирование производится при температуре около 700 °C и применяется в технологической цепочке многих процессов производства губчатого железа: Midrex, HYL III, Purofer, Fior, Finmet, Circored и других. В СНГ крупнейший производитель товарного ГБЖ — Лебединский горно-обогатительный комбинат.
К недостаткам брикетирования губчатого железа относят низкую производительность прессового оборудования, а также сложность организации пыле- и газоочистки в зоне разгрузки продукта. К преимуществам относят возможность утилизации образующейся в технологическом процессе мелочи.

## Галерея

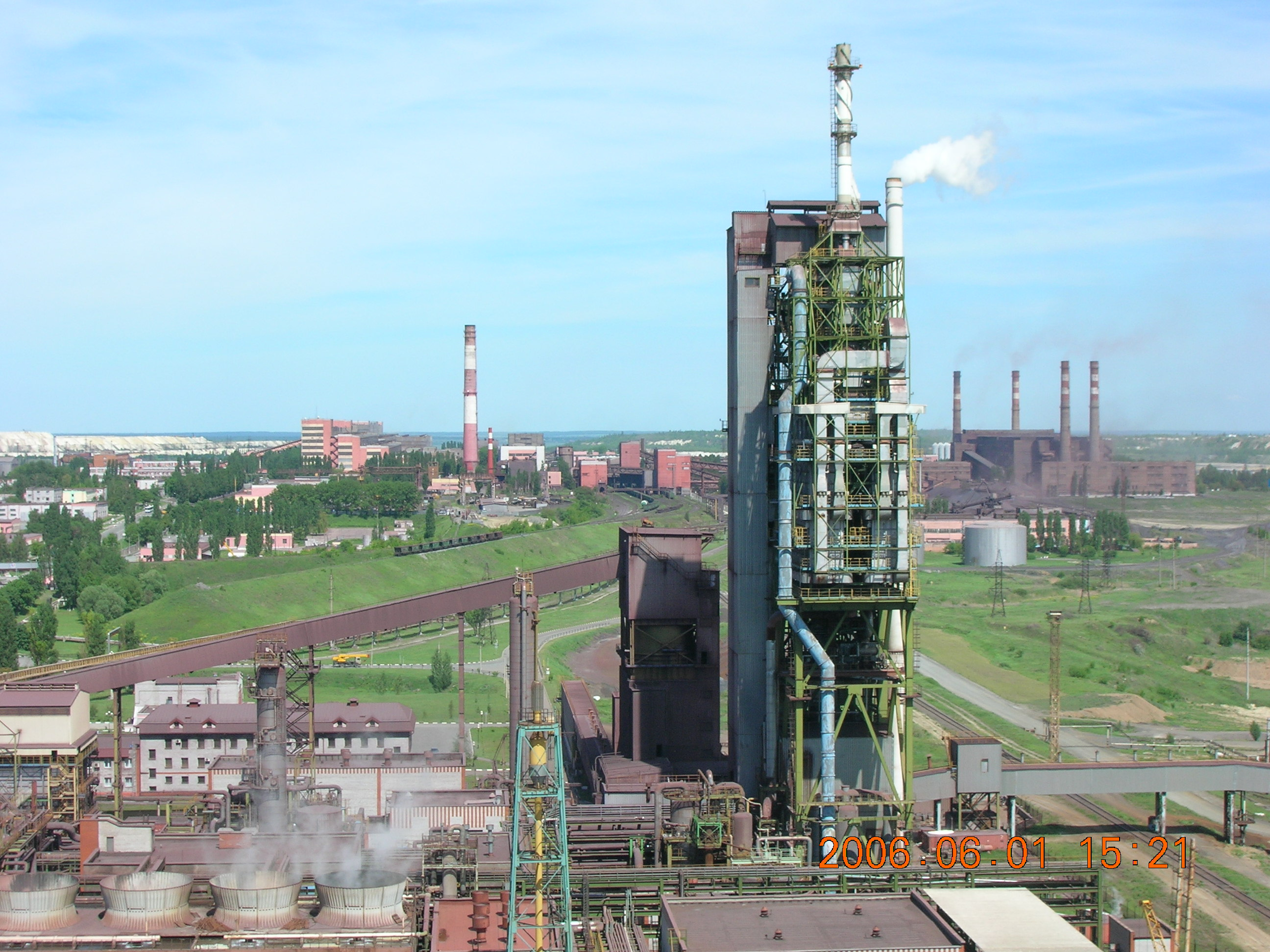
Комплекс по производству горячебрикетированного железа ГБЖ-1 на Лебединском ГОКе (Белгородская область).
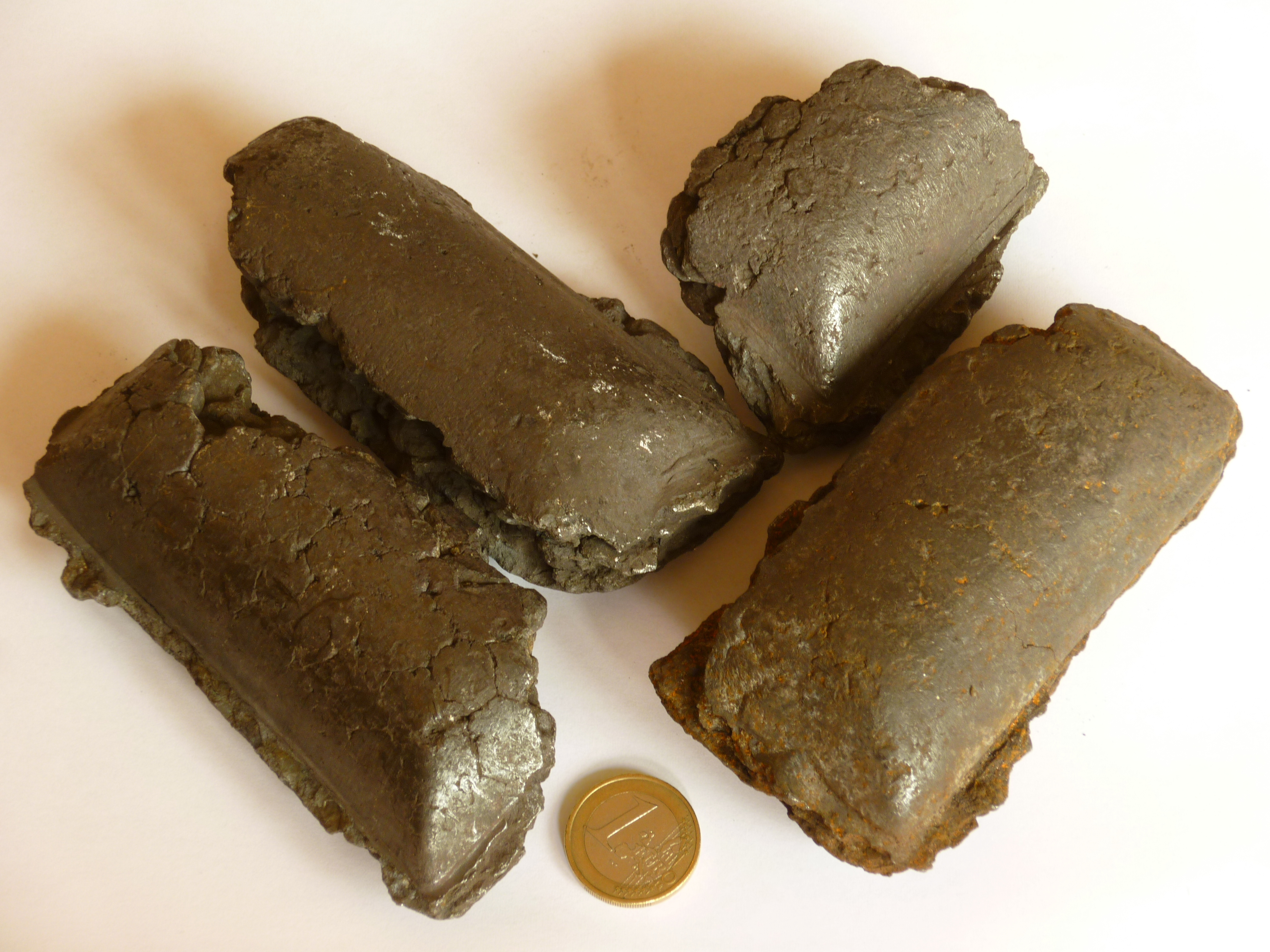
Горячебрикетированное железо с монетой в 1 евро (для оценки масштаба)
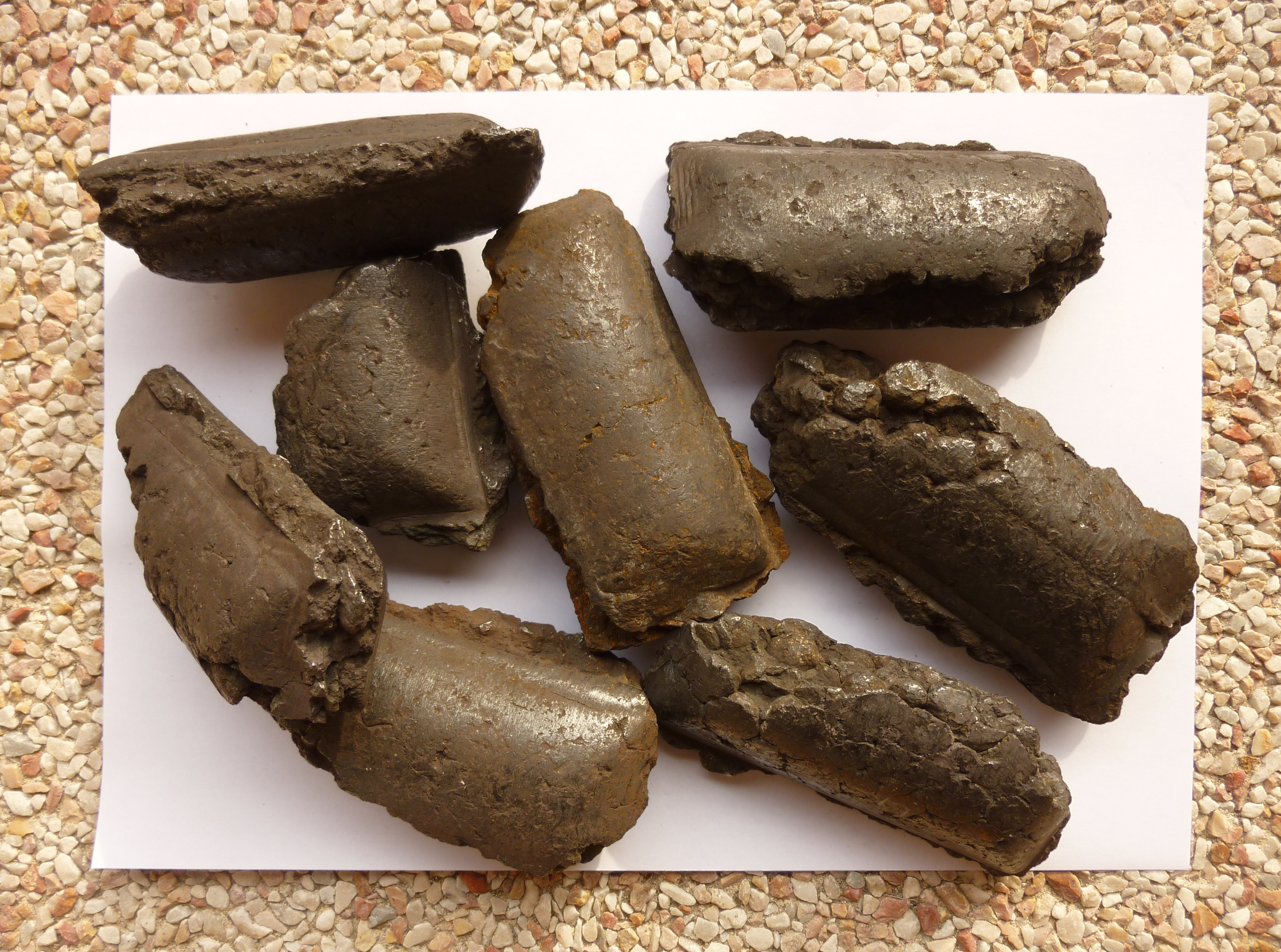
Образцы ГБЖ